# Phaenarete diana
Phaenarete diana là một loài bướm đêm thuộc phân họ Arctiinae, họ Erebidae.